# Nathan Sturgis
Nathan Radford Sturgis (St. Augustine, Florida, 6 juli 1987) is een Amerikaans voetballer die uitkomt voor Houston Dynamo dat uitkomt in de Major League Soccer.

## Carrière
| Jaar | Club                | Competitie                     | Wedstrijden | Goals |
| ---- | ------------------- | ------------------------------ | ----------- | ----- |
| 2004 | Ajax America        | USL Premier Development League | 1           | 0     |
| 2006 | Los Angeles Galaxy  | Major League Soccer            | 15          | 0     |
| 2007 | Los Angeles Galaxy  | Major League Soccer            | 9           | 0     |
|      | Real Salt Lake      | Major League Soccer            | 5           | 0     |
| 2008 | Real Salt Lake      | Major League Soccer            | 3           | 0     |
| 2009 | Seattle Sounders FC | Major League Soccer            | 9           | 0     |
| 2010 | Seattle Sounders FC | Major League Soccer            | 20          | 1     |
| 2011 | Toronto FC          | Major League Soccer            | 14          | 0     |
| 2012 | Houston Dynamo      | Major League Soccer            | 5           | 0     |
| 2013 | Colorado Rapids     | Major League Soccer            | 25          | 4     |
| 2014 | Colorado Rapids     | Major League Soccer            | 6           | 0     |
| 2014 | Chivas USA          | Major League Soccer            | 16          | 0     |
| 2015 | Houston Dynamo      | Major League Soccer            | 14          | 1     |

## Interlandcarrière
| Team                 | Wedstrijden | Goals |
| -------------------- | ----------- | ----- |
| Verenigde Staten -20 | 27          | 0     |